# Золотая малина (премия, 2020)
40-я церемония объявления лауреатов премии «Золотая малина» за сомнительные заслуги в области кинематографа за 2019 год состоялась 16 марта 2020 года на канале Razzies YouTube. Номинанты были объявлены 7 февраля 2020 года. Церемония изначально должна была пройти в Barnsdall Gallery Theatre, (Лос-Анджелес) и впервые была бы показана по телевидению, но в итоге была отменена из-за запретов на массовые собрания, предпринимаемых по предотвращению распространения коронавируса.

## Список лауреатов и номинантов
• Лауреаты выделены отдельным цветом. 
| Категории | Лауреаты и номинанты                                                    |
| --- | ----------------------------------------------------------------------- |
| Худший фильм | • Кошки / Cats                                                          |
| Худший фильм | • Фанат / The Fanatic                                                   |
| Худший фильм | • Призраки Шэрон Тейт / The Haunting of Sharon Tate                     |
| Худший фильм | • Мэдея на похоронах / A Madea Family Funeral                           |
| Худший фильм | • Рэмбо: Последняя кровь / Rambo: Last Blood                            |
| Худший актёр | • Джон Траволта — «Фанат» и «Бок о бок» (англ.)                         |
| Худший актёр | • Джеймс Франко — «Зеровилль»                                           |
| Худший актёр | • Дэвид Харбор — «Хеллбой»                                              |
| Худший актёр | • Мэттью Макконахи — «Море соблазна»                                    |
| Худший актёр | • Сильвестр Сталлоне — «Рэмбо: Последняя кровь»                         |
| Худшая актриса | • Хилари Дафф — «Призраки Шэрон Тейт»                                   |
| Худшая актриса | • Энн Хэтэуэй — «Отпетые мошенницы» и «Море соблазна»                   |
| Худшая актриса | • Франческа Хейворд — «Кошки»                                           |
| Худшая актриса | • Тайлер Перри (в роли Мэдеи) — «Мэдея на похоронах»                    |
| Худшая актриса | • Ребел Уилсон — «Отпетые мошенницы»                                    |
| Худший актёр второго плана | • Джеймс Корден — «Кошки»                                               |
| Худший актёр второго плана | • Тайлер Перри (в роли Джо) — «Мэдея на похоронах»                      |
| Худший актёр второго плана | • Тайлер Перри (в роли дяди Хитроу) — «Мэдея на похоронах»              |
| Худший актёр второго плана | • Сет Роген — «Зеровилль»                                               |
| Худший актёр второго плана | • Брюс Уиллис — «Стекло»                                                |
| Худшая актриса второго плана | • Ребел Уилсон — «Кошки»                                                |
| Худшая актриса второго плана | • Джессика Честейн — «Люди Икс: Тёмный Феникс»                          |
| Худшая актриса второго плана | • Кэсси Дэвис — «Мэдея на похоронах»                                    |
| Худшая актриса второго плана | • Джуди Денч — «Кошки»                                                  |
| Худшая актриса второго плана | • Финесса Пинеда — «Рэмбо: Последняя кровь»                             |
| Худший режиссёр | • Том Хупер — «Кошки»                                                   |
| Худший режиссёр | • Фред Дёрст — «Фанат»                                                  |
| Худший режиссёр | • Джеймс Франко — «Зеровилль»                                           |
| Худший режиссёр | • Адриан Грюнберг — «Рэмбо: Последняя кровь»                            |
| Худший режиссёр | • Нил Маршалл — «Хеллбой»                                               |
| Худший сценарий | • Ли Холл, Том Хупер — «Кошки»                                          |
| Худший сценарий | • Дэниэл Фаррандс — «Призраки Шэрон Тейт»                               |
| Худший сценарий | • Эндрю Косби — «Хеллбой»                                               |
| Худший сценарий | • Тайлер Перри — «Мэдея на похоронах»                                   |
| Худший сценарий | • Мэттью Сирюльник, Сильвестр Сталлоне — «Рэмбо: Последняя кровь»       |
| Худший ремейк, подделка или сиквел | • Рэмбо: Последняя кровь / Rambo: Last Blood                            |
| Худший ремейк, подделка или сиквел | • Люди Икс: Тёмный Феникс / Dark Phoenix                                |
| Худший ремейк, подделка или сиквел | • Годзилла 2: Король монстров / Godzilla: King of the Monsters          |
| Худший ремейк, подделка или сиквел | • Хеллбой / Hellboy                                                     |
| Худший ремейк, подделка или сиквел | • Мэдея на похоронах / A Madea Family Funeral                           |
| Худшая экранная комбинация (Worst Screen Combo) | • Два любых полукошачьих-получеловечьих комочка шерсти — «Кошки»        |
| Худшая экранная комбинация (Worst Screen Combo) | • Джейсон Деруло и его удалённая с помощью CGI выпуклость — «Кошки»     |
| Худшая экранная комбинация (Worst Screen Combo) | • Тайлер Перри и Тайлер Перри (или Тайлер Перри) — «Мэдея на похоронах» |
| Худшая экранная комбинация (Worst Screen Combo) | • Сильвестр Сталлоне и его бессильная ярость — «Рэмбо: Последняя кровь» |
| Худшая экранная комбинация (Worst Screen Combo) | • Джон Траволта и любой сценарий, на который он соглашается             |
| Наихудшее безрассудное пренебрежение к человеческой жизни и общественной собственности (Worst Reckless Disregard for Human Life and Public Property) | • «Рэмбо: Последняя кровь»                                              |
| Наихудшее безрассудное пренебрежение к человеческой жизни и общественной собственности (Worst Reckless Disregard for Human Life and Public Property) | • «Закатать в асфальт»                                                  |
| Наихудшее безрассудное пренебрежение к человеческой жизни и общественной собственности (Worst Reckless Disregard for Human Life and Public Property) | • «Призраки Шэрон Тейт»                                                 |
| Наихудшее безрассудное пренебрежение к человеческой жизни и общественной собственности (Worst Reckless Disregard for Human Life and Public Property) | • «Хеллбой»                                                             |
| Наихудшее безрассудное пренебрежение к человеческой жизни и общественной собственности (Worst Reckless Disregard for Human Life and Public Property) | • «Джокер»                                                              |
| Приз за восстановление репутации (Redeemer Award) | Эдди Мерфи — «Меня зовут Долемайт»                                      |
| Приз за восстановление репутации (Redeemer Award) | • Киану Ривз — «Джон Уик 3» и «История игрушек 4»                       |
| Приз за восстановление репутации (Redeemer Award) | • Адам Сэндлер — «Неогранённые драгоценности»                           |
| Приз за восстановление репутации (Redeemer Award) | • Дженнифер Лопес — «Стриптизёрши»                                      |
| Приз за восстановление репутации (Redeemer Award) | • Уилл Смит — «Аладдин»                                                 |